# Трајчо Костов
Трајчо Костов (буг. Трайчо Костов; Софија, 17. јун 1897 — Софија, 16. децембар 1949) је био један од водећих бугарских комуниста од 1944. до 1949. године. Страдао је током чистки титоиста у Бугарској.

## Биографија
Рођен је 1897. године у Софији. Године 1916, био је мобилизован у Бугарску војску и учествовао у бугарској окупацији српског дела Македоније. После завршетка рата, запослио се као стенограф у Народном собрању Бугарске и уписао Правни факултет у Софији. Године 1920, постао је члан Комунистичке партије Бугарске, а 1924. је ухапшен и осуђен на осам година робије због комунистичке активности.
Године 1929, био је амнестиран, после чега се упутио у Совјетски Савез. Тамо је постао члан Свесавезне комунистичке партије (бољшевика). Радио је као функционер у Коминтерни. У бугарској је боравио од 1931. и 1932. и од 1935. до 1936, а 1938. године се вратио за стално.
После учлањења Бугарске у Тројни пакт, 1942. је био ухапшен и осуђен на доживотну робију. По капитулацији фашистичке Бугарске 9. септембра 1944, био је ослобођен из затвора и дошало на чело БКП. Ту је функцију обављао до повратка у земљу Георгија Димитрова и Васила Коларова.
Између 1946. и 1949, био је потпредседник у неколико бугарских влада, а од 1945. до 1949. године народни послник у Собрању Бугарске.
Марта 1949. године, Костов је уклоњен из владе и постављен на место директора Народне библиотеке „Свети Ћирило и Методије“ у Софији. Јуна исте године, искључен је из Централног комитета БКП и ускоро био ухапшен. Дана 7. децембра, против њега је покренут монтирани судски процес. Под оптужбом да је агент титоиста и Запада, осуђен је на смрт и обешен у ноћи са 16. на 17. децембар.
Бугарске власти су га рехабилитовале 1956. године, по завршетку хајке Информбироа против ФНРЈ.